# Depois de um Longo Inverno
Depois de um Longo Inverno é o sexto álbum de estúdio da banda brasileira CPM 22, lançado em 16 de abril de 2011 pela gravadora independente Performance. Foi o primeiro álbum lançado depois que a banda saiu da gravadora Arsenal Music e o primeiro sem o guitarrista e fundador da banda Wally. Meses após o lançamento, em Julho de 2011, o baixista Fernando Sanches também deixou o grupo, retornando apenas em 2016 e sendo substituído neste período por Heitor Gomes (então baixista do Charlie Brown Jr.).
O single "Vida ou Morte" foi lançada em 2010 nas rádios e nesse ano lançaram ainda mais três músicas: "Cavaleiro Metal", "Filme que nunca vi" e "Quem sou eu". No ano de 2011 a faixa "Abominável" foi lançada com exclusividade na Rádio UOL.
| Críticas profissionais                                                      | Críticas profissionais |
| Avaliações da crítica                                                       | Avaliações da crítica  |
| Fonte                                                                       | Avaliação              |
| --------------------------------------------------------------------------- | ---------------------- |
| Canal Pop                                                                   | [ 1 ]                  |
| Galeria Musical                                                             | [ 2 ]                  |
| Zona Punk                                                                   | (sem nota)             |
| Esta tabela precisa de ser acompanhada por texto em prosa. Consulte o guia. |                        |

## Composição e letras
Com a mudança de gravadora e a saída de um integrante, a banda traz um álbum que mostra uma sonoridade diferente em comparação com os outros álbuns. Apesar de ainda ter o gênero hardcore melódico expresso, eles se voltaram às raízes do ska punk. Dentre as novas influências podemos citar The Mighty Mighty Bosstones, Hepcat, Reel Big Fish e Chris Murray. Influências de bandas como The Clash, Ramones, Misfits, também podem ser percebidas.
Sobre esse novo estilo da banda, quando comparado ao álbum anterior, Cidade Cinza, Luciano Garcia, guitarrista da banda, declara que não há qualquer referência dele:
| “ | O que podemos dizer que é mais parecido, no clima, é com A Alguns Quilômetros de Lugar Nenhum de 2000. São as nossas influências de sempre, mas que nunca tínhamos colocado no som. | ” |

As canções contaram com instrumentos que até antes nunca tinham sido usados, como naipe de metais, vibrafone, órgão e cello. O álbum também traz colaborações de outros artistas, entre eles Maurício Takara, Daniel Ganjaman e Phil, do Dead Fish. Segundo Garcia, "Amadurecemos, sim. Agora, quando vamos compor, pensamos se fica melhor utilizar instrumentos como órgão, pianos, metais".
Em relação as letras, em uma entrevista ao site G1, Garcia explica:
| “ | Sempre escrevemos a nossa verdade. Tudo o que aconteceu de bom e ruim nesses anos colocamos nas letras. Mas queríamos que tudo tivesse um clima bom, mesmo falando de algo que não nos agradou. Para criticar, não precisa fazer um som pesado, um clima pra baixo. As letras têm carapuças de todos os tamanhos... P, M, G e GG. | ” |

## Faixas
| N.º | Título                            | Duração |  |
| 1.  | "Abominável (Luciano)"            | 2:57    |  |
| 2.  | "Vida ou Morte (Luciano)"         | 2:52    |  |
| 3.  | "Filme Que Eu Nunca Vi (Luciano)" | 2:58    |  |
| 4.  | "Hospital do Sofredor (Luciano)"  | 2:59    |  |
| 5.  | "Cavaleiro Metal (Luciano)"       | 3:38    |  |
| 6.  | "Quem Sou Eu?! (Badauí)"          | 3:04    |  |
| 7.  | "Na Medida Certa (Luciano)"       | 3:37    |  |
| 8.  | "Um Pouco de Paciência (Luciano)" | 3:11    |  |
| 9.  | "Sofridos e Excluídos (Luciano)"  | 2:52    |  |
| 10. | "Nova Ordem (Luciano)"            | 2:01    |  |
| 11. | "CPM 22 (Badauí/Luciano)"         | 3:25    |  |
| 12. | "Minoria (Luciano)"               | 2:41    |  |
| 13. | "Março 76 (Badauí/Luciano)"       | 7:20    |  |

- nota: na faixa "Março 76" (Luciano) está escondida uma faixa de 2:43  conhecida como "10 Mil Vozes"

## Formação
CPM 22
- Badauí - Vocal
- Fernando Sanches - Baixo
- Luciano Garcia - Guitarra e Backing Vocals
- Japinha - Bateria e Backing Vocals

Músicos adicionais
- Fernando Bastos - Saxofone
- Paulinho Viveiro - Trompete
- Tiquinho - Trombone
- Nell Giorgi - Vocal Feminino em "Minoria"
- Patrícia Ribeiro - Violoncelo em "Minoria"
- Maurício Takara - Vibraphone em "CPM 22" e "Filme Que Eu Nunca Vi" e Programação de Bateria em "Minoria"
- Phill - Backing Vocals Adicionais
- Daniel Ganjaman - Orgão Hammond, Piano e Arranjos de Metais